# Låga
Den här arikeln behandlar den biologiska termen låga. För eldslåga, se eld.

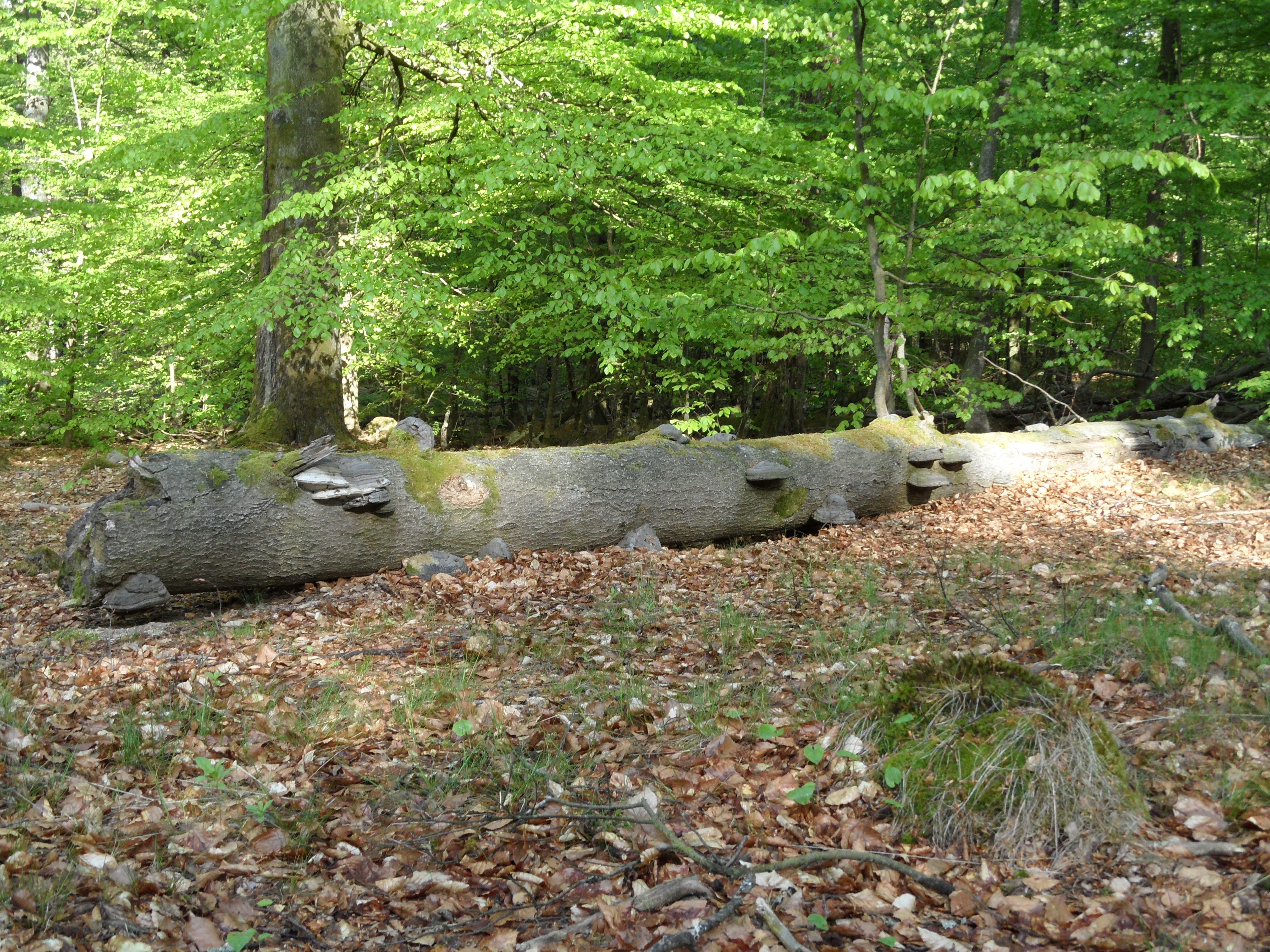
Låga

En låga är det som blir kvar när ett träd faller i skogen, alltså ett dött liggande träd.
Lågor är tillsammans med andra typer av död ved såsom torrakor och högstubbar viktiga för den biologiska mångfalden i skog. Lågor fungerar som livsmiljö åt insekter och svampar (två mycket artrika grupper), men även för t.ex. många mossor och lavar. Man beräknar att cirka 20 % av alla skogsarter i boreala skogar är beroende av död ved.
Med det moderna omfattande skogsbruket har mängden lågor minskat kraftigt jämfört med naturskog där träden får dö naturligt. Framför allt grov död ved och sena successionsstadier har minskat. Det har lett till att många arter som är beroende av veden är hotade. Ungefär en tredjedel av den totala mängden död ved kan bestå av lågor.